# Lindbergia maritima
Lindbergia maritima är en bladmossart som beskrevs av Jette Lewinsky 1977. Lindbergia maritima ingår i släktet Lindbergia och familjen Leskeaceae. Inga underarter finns listade i Catalogue of Life.